# 系统风险
系統風險（英語：Systemic risk）是指當整個系統出現失效或倒閉的風險。在金融領域中，系統風險被稱呼為金融系統不穩定，其原因是出現一些特殊事件，導致情況不斷惡化而最終出現災難性結果。最近的研究表明，系统风险可以用市场指数相互关系来定量描述。
系統風險常常與系統性風險（英語：Systematic risk）混淆。